# Carlos Julio Arosemena Monroy
Carlos Julio Arosemena Monroy (Guayaquil, 24 de agosto de 1919 – Guayaquil, 5 de março de 2004) foi um político equatoriano. Ocupou o cargo de presidente de seu país entre 7 de novembro de 1961 e 11 de julho de 1963.
Filho do ex-presidente Carlos Julio Arosemena Tola e a ex-primeira-dama Laura Monroy Garaycoa, seu governo foi derrubado em 1963 por uma junta militar após romper relações diplomáticas com Maurice Bernbaum, embaixador dos Estados Unidos no Equador, e declarar apoio à gestão de Fidel Castro em Cuba.